# Кальвера
Кальвера (итал. Calvera) — коммуна в Италии, расположена в регионе Базиликата, подчиняется административному центру Потенца.
Население составляет 522 человека, плотность населения составляет 35 чел./км². Занимает площадь 15 км². Почтовый индекс — 85030. Телефонный код — 0973.
Покровителем населённого пункта считается San Gaetano di Thiene. Праздник ежегодно празднуется 7 августа.